# 漢莎號飛船
齊柏林飛船十三號－漢莎號（或簡稱Hansa），為一艘德意志帝國民用硬式飛船，於西元1912年首飛。該飛船是為德国飞艇旅行公司於載客和郵件業務而建造，並首度投入國際人員運送業務，該航班在西元1912年九月帶著乘客們造訪了丹麥和瑞典。 西元1913年被德意志帝國海軍購入，並做為訓練用航空器，隨著一戰爆發，也被軍方用於轟炸、偵查，以及最初的用途－訓練用航空器。

## 設計
漢莎號為齊柏林飛船十一號－維多利亞·露易絲號（德語：LZ 11 Viktoria Luise）的姊妹艦，為齊柏林G級飛船第一批完成建造的飛船。G級基本上是施瓦本號飛船的放大版，長7.9米（26英尺），能比施瓦本號多攜帶一個氣囊，和馬力稍大的引擎。

## 民航時期
封閉式的客艙連結在開放式客艙和控制室後的船體，總共可攜帶24名乘客。自西元1912年到1914年，漢莎號大多在漢堡和波茨坦之間往返，在一戰爆發時駐紮在德累斯頓。 齊柏林伯爵親自在西元1912年九月19日，漢莎號首次前往丹麥和瑞士的商業航班上陣指揮
這是齊柏林飛船第一次以商業活動飛離德國，下方列表可以查看當時的飛行路線：
- 03:55 53°33′N 9°59′E / 53.550°N 9.983°E ，清晨自德國漢堡起飛
- 07:15 54°35′N 11°31′E / 54.583°N 11.517°E 飛越洛蘭島Hyllekrog沙嘴
- 07:20 54°34′N 11°56′E / 54.567°N 11.933°E 飛越蓋瑟
- 08:00 54°46.5′N 11°30.5′E / 54.7750°N 11.5083°E 飛越馬里博
- 08:25 55°0′30″N 11°54′37″E / 55.00833°N 11.91028°E 飛越沃尔丁堡
- 08:40 55°15′N 12°08′E / 55.250°N 12.133°E 飛越法克瑟（英语：Faxe）
- 09:10 55°25′N 12°09′E / 55.417°N 12.150°E 飛越海弗爾厄（英语：Herfølge）
- 09:30 55°27′N 12°11′E / 55.450°N 12.183°E 飛越克厄
- 10:00 55°39′N 12°18′E / 55.650°N 12.300°E 飛越措斯楚普
- 10:20 55°41′N 12°34′E / 55.683°N 12.567°E 降落於哥本哈根，乘客在該地寫了些明信片寄回德國的家人
- 11:55 55°35′N 13°2′E / 55.583°N 13.033°E 於哥本哈根起飛，並飛越馬爾默
- 13:30 54°46′N 11°53′E / 54.767°N 11.883°E 飛越尼克賓法爾斯特
- 15:30 53°52′N 10°41′E / 53.867°N 10.683°E 飛越呂貝克
- 16:40 53°33′N 9°59′E / 53.550°N 9.983°E 返航降落於漢堡

在德国飞艇旅行公司服務的這兩年中，漢莎號總共有6217名乘客乘坐，共399個航班，總里程數44437公里。

## 軍用時期
- 軍方在船身上方加裝了一個平台，並安裝了兩挺機槍
- 攻擊法國和波羅的海的偵察任務（參予了搶奪利耶帕亞的作戰）
- 自西元1915年開始轉為訓練機，飛越過柏林約五百次
- 西元1916年八月拆除

## 額外連結
- 氫氣技術運用的時間線表（英语：Timeline of hydrogen technologies）

## 規格
数据来源： Robinson, H. Giants in the Sky, p.330
基本诸元
- 载客量： 20 每个 each

性能

## 註腳
1. ↑  Post & Tele Museum "Copenhagen - Count Zeppelin oversees everything from the gondola."
2. ↑  . airships.net. 2017  [2017-02-14]. （原始内容存档于2017-12-21）.